# Алџер (Охајо)
Алџер (енгл. Alger) град је у америчкој савезној држави Охајо.

## Демографија
По попису из 2010. године број становника је 860, што је 28 (-3,2%) становника мање него 2000. године.
| Група             | 2000.       | 2010.       |
| Белци             | 882 (99,3%) | 828 (96,3%) |
| Афроамериканци    | 0 (0,0%)    | 2 (0,2%)    |
| Азијати           | 0 (0,0%)    | 1 (0,1%)    |
| Хиспаноамериканци | 1 (0,1%)    | 10 (1,2%)   |
| Укупно            | 888         | 860         |